# Epyc
Az Epyc az Advanced Micro Devices szerverekbe szánt, x86-os architektúrára épülő processzorcsaládja. A processzorcsalád tagjai a Zen és az újabb Zen2 mikroarchitektúrákra épülnek. Az AMD a processzorcsaládot 2017 júniusában indította útjára.
Az Epyc asztali számítógépekbe és munkaállomásokba szánt változatát Ryzen-nek hívjuk, mely teljesen azonos mikroarchitektúrára épül, azonban az Epyc processzorok több magot tartalmaznak, több memóriát képesek kezelni, stb.

## Bemutató
2017 márciusában az AMD bejelentette, hogy létrehoz a Zen mikroarchitektúrára építve egy szerverekbe szánt processzor-családot, ennek a kódneve Naples lett. Hivatalosan ezt követően májusban leplezte le a processzorcsalád hivatalos nevét. Ugyan ebben az évben júniusban az AMD útjára indította az Epyc családot az Epyc 7000 szériával.

## Fogadtatása
Az Epyc család fogadtatása általánosságban pozitív volt. Az Epyc túlteljesít az Intel processzorain olyan esetekben, ahol a magok függetlenül működnek, például nagy-teljesítményű számítási feladatok esetén, vagy Big data-val kapcsolatos munka esetén, azonban alulmarad adatbázis-kezelés esetén a magasabb cache-késleltetés miatt.

## Termékek

### Szerver
| Típus      | Foglalatok elrendezése | Magok (szálak) | Órajel (GHz) | Órajel (GHz) | Órajel (GHz) | Gyorsítótár | Gyorsítótár | Támogatott memória    | TDP       | Kiadás dátuma |
| Típus      | Foglalatok elrendezése | Magok (szálak) | Alap         | Emelt        | Emelt        | L2 (kB)     | L3 (MB)     | Támogatott memória    | TDP       | Kiadás dátuma |
| Típus      | Foglalatok elrendezése | Magok (szálak) | Alap         | Összes-mag   | Max          | L2 (kB)     | L3 (MB)     | Támogatott memória    | TDP       | Kiadás dátuma |
| ---------- | ---------------------- | -------------- | ------------ | ------------ | ------------ | ----------- | ----------- | --------------------- | --------- | ------------- |
| EPYC 7351P | 1P                     | 16 (32)        | 2.4          | 2.9          | 2.9          | 16 × 512    | 64          | DDR4-2666 8 csatornás | 155/170 W | 2017 Június   |
| EPYC 7401P | 1P                     | 24 (48)        | 2.0          | 2.8          | 3.0          | 24 × 512    | 64          | DDR4-2666 8 csatornás | 155/170 W | 2017 Június   |
| EPYC 7551P | 1P                     | 32 (64)        | 2.0          | 2.55         | 3.0          | 32 × 512    | 64          | DDR4-2666 8 csatornás | 180 W     | 2017 Június   |
| EPYC 7251  | 2P                     | 8 (16)         | 2.1          | 2.9          | 2.9          | 8 × 512     | 32          | DDR4-2400 8 csatornás | 120 W     | 2017 Június   |
| EPYC 7261  | 2P                     | 8 (16)         | 2.5          | 2.9          | 2.9          | 8 × 512     | 64          | DDR4-2666 8 csatornás | 155/170 W | 2018 közepe   |
| EPYC 7281  | 2P                     | 16 (32)        | 2.1          | 2.7          | 2.7          | 16 × 512    | 32          | DDR4-2666 8 csatornás | 155/170 W | 2017 Június   |
| EPYC 7301  | 2P                     | 16 (32)        | 2.2          | 2.7          | 2.7          | 16 × 512    | 64          | DDR4-2666 8 csatornás | 155/170 W | 2017 Június   |
| EPYC 7351  | 2P                     | 16 (32)        | 2.4          | 2.9          | 2.9          | 16 × 512    | 64          | DDR4-2666 8 csatornás | 155/170 W | 2017 Június   |
| EPYC 7371  | 2P                     | 16 (32)        | 3.1          | 3.6          | 3.8          | 16 × 512    | 64          | DDR4-2666 8 csatornás | 180 W     | 2018 vége     |
| EPYC 7401  | 2P                     | 24 (48)        | 2.0          | 2.8          | 3.0          | 24 × 512    | 64          | DDR4-2666 8 csatornás | 155/170 W | 2017 Június   |
| EPYC 7451  | 2P                     | 24 (48)        | 2.3          | 2.9          | 3.2          | 24 × 512    | 64          | DDR4-2666 8 csatornás | 180 W     | 2017 Június   |
| EPYC 7501  | 2P                     | 32 (64)        | 2.0          | 2.6          | 3.0          | 32 × 512    | 64          | DDR4-2666 8 csatornás | 155/170 W | 2017 Június   |
| EPYC 7551  | 2P                     | 32 (64)        | 2.0          | 2.55         | 3.0          | 32 × 512    | 64          | DDR4-2666 8 csatornás | 180 W     | 2017 Június   |
| EPYC 7601  | 2P                     | 32 (64)        | 2.2          | 2.7          | 3.2          | 32 × 512    | 64          | DDR4-2666 8 csatornás | 180 W     | 2017 Június   |

### Beágyazott
2018 Februárjában az AMD bemutatta az Epyc beágyazott szériáját az EPYC 3000 széria szellemében.
| Típus     | Kiadás dátuma | Mag száma (szálak) | Órajel (GHz) | Órajel (GHz) | Órajel (GHz) | Gyorsítótár | Gyorsítótár | Gyorsítótár | Támogatott memória     | TDP   |
| Típus     | Kiadás dátuma | Mag száma (szálak) | Alap         | Emelt        | Emelt        | L1 (kB)     | L2 (kB)     | L3 (MB)     | Támogatott memória     | TDP   |
| Típus     | Kiadás dátuma | Mag száma (szálak) | Alap         | Összes mag   | Max          | L1 (kB)     | L2 (kB)     | L3 (MB)     | Támogatott memória     | TDP   |
| --------- | ------------- | ------------------ | ------------ | ------------ | ------------ | ----------- | ----------- | ----------- | ---------------------- | ----- |
| EPYC 3101 | 2018 Február  | 4 (4)              | 2.1          | 2.9          | 2.9          | Ismeretlen  | 4 × 512     | 8           | DDR4-2666 dual-channel | 35 W  |
| EPYC 3151 | 2018 Február  | 4 (8)              | 2.7          | 2.9          | 2.9          | Ismeretlen  | 4 × 512     | 16          | DDR4-2666 dual-channel | 45 W  |
| EPYC 3201 | 2018 Február  | 8 (8)              | 1.5          | 3.1          | 3.1          | Ismeretlen  | 8 × 512     | 16          | DDR4-2133 dual-channel | 30 W  |
| EPYC 3251 | 2018 Február  | 8 (16)             | 2.5          | 3.1          | 3.1          | Ismeretlen  | 8 × 512     | 16          | DDR4-2666 dual-channel | 50 W  |
| EPYC 3301 | 2018 Február  | 12 (12)            | 2.0          | 2.15         | 3.0          | Ismeretlen  | 12 × 512    | 32          | DDR4-2666 quad-channel | 65 W  |
| EPYC 3351 | 2018 Február  | 12 (24)            | 1.9          | 2.75         | 3.0          | Ismeretlen  | 12 × 512    | 32          | DDR4-2666 quad-channel | 80 W  |
| EPYC 3401 | 2018 Február  | 16 (16)            | 1.85         | 2.25         | 3.0          | Ismeretlen  | 16 × 512    | 32          | DDR4-2666 quad-channel | 85 W  |
| EPYC 3451 | 2018 Február  | 16 (32)            | 2.15         | 2.45         | 3.0          | Ismeretlen  | 16 × 512    | 32          | DDR4-2666 quad-channel | 100 W |